# Kibbo Kift
The Kindred of the Kibbo Kift war eine britische Organisation, die 1920 von John Hargrave gegründet wurde. 
Als Abspaltung von der Pfadfinderbewegung orientierte sich Kibbo Kift stark an der Woodcraft-Bewegung von Ernest Thompson Seton. In den 1930ern wandelte sich Kibbo Kift vom Erziehungsverband zu einer politischen Bewegung, die für den Social Credit eintrat.
Vermittelt durch die Neupfadfinder hatte Kibbo Kift einen bis heute fortdauernden Einfluss auf die deutsche Pfadfinderbewegung.

## Kibbo Kift als Erlebnisgemeinschaft

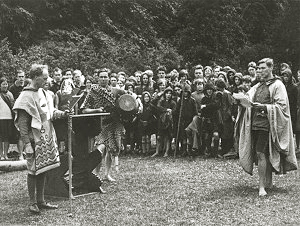
Zeremonie während des Allthings von Kibbo Kift (1927).

John Hargrave wurde 1920 von Robert Baden-Powell aus der britischen Pfadfinderbewegung ausgeschlossen, in der er zuvor Beauftragter für Waldläufertum und Zeltlager gewesen war. Grund dafür war sein Protest gegen die zunehmende Militarisierung der Pfadfinderarbeit nach dem Ende des Ersten Weltkriegs. Mit einigen gleich gesinnten pazifistischen Pfadfinderführern und -führerinnen gründete er eine sich stark davon unterscheidende Alternativ-Bewegung.
Kibbo Kift (alt-kentischer Dialekt für „Beweis großer Stärke“), das vor allem auf der Woodcraft-Bewegung von Ernest Thompson Seton aufbaute, war kein Jugendverband, sondern umfasste alle Altersstufen und war für beide Geschlechter offen. Als wesentliche Ziele sah es das Erreichen des Weltfriedens und die Erneuerung des städtischen Menschen durch das Leben in der Natur.
Ideell war Kibbo Kift stark von indianischen, angelsächsischen und alt-nordischen Idealvorstellungen beeinflusst. Die Angehörigen der Organisation trugen selbst genähte angelsächsische Kostüme und erhielten Übernamen im indianischen Stil. Sie waren in Sippen und Stämmen organisiert. Alle Aktivitäten wie Lager und Wanderungen wurden als spirituelle Erfahrungen verstanden. Großer Wert wurde auf gemeinsame Rituale gelegt, zu denen das jährliche Althing gehörte.
Obwohl Kibbo Kift nie mehr als einige hundert Mitglieder hatte, war es in Großbritannien sehr bekannt. Zu seinem Umfeld zählten zahlreiche Prominente, unter ihnen die Schriftsteller Rabindranath Tagore, H. G. Wells und D. H. Lawrence. Zur Bekanntheit der Organisation trug auch die verfeinerte Gestaltung verschiedener Gebrauchsgegenstände bei, die von den Mitgliedern selbst angefertigt wurden.
John Hargrave führte Kibbo Kift autokratisch, was zur Folge hatte, dass sich bereits 1924 einige Gruppen, die einen demokratischen Führungsstil forderten, von der Bewegung abspalteten. Unter dem Namen The Woodcraft Folk existiert diese dem Gedanken der Gewerkschaftsbewegung nahe stehende und der Internationalen Falkenbewegung (International Falcon Movement) angeschlossene Gruppierung noch heute, während sich The Kindred of the Kibbo Kift 1951 auflöste.

## Hinwendung zur Politik
In der zweiten Hälfte der 20er Jahre beschäftigte sich Hargrave immer stärker mit dem Social Credit, einer radikalen Wirtschaftstheorie von Clifford Hugh Douglas. Ab 1931 verwandelte er Kibbo Kift vom Jugendverband zur Propagandaorganisation einer politischen Bewegung und konzentrierte seine Aktivitäten auf die Industriestädte Englands. An die Stelle der angelsächsischen Kostüme traten grüne Uniform-Hemden. Zeltlager und Wanderungen wurden durch Propagandamärsche ersetzt. 1932 änderte Kibbo Kift seinen Namen zunächst in The Green Shirt Movement for Social Credit, bevor die endgültige Bezeichnung Social Credit Party of Great Britain and Northern Ireland gefunden wurde.
Der Partei waren keine großen Erfolge vergönnt, durch das 1936 erlassene Uniformverbot in Großbritannien wurde sie in ihrer Außenwirkung stark eingeschränkt, Misserfolge bei mehreren Wahlen waren die direkte Folge. 1951 löste sich die Partei auf.

## Einflüsse auf die deutsche Pfadfinderbewegung
John Hargrave veröffentlichte seine Vorstellungen in mehreren Büchern, die schon Anfang der 1920er Jahre ins Deutsche übersetzt wurden und im Verlag „Der Weiße Ritter“ erschienen, der dem Bund Deutscher Neupfadfinder (BDN) nahestand.
Aufbauend auf diesen Büchern wurde im BDN das Prinzip der Stammeserziehung entwickelt und erprobt. Es löste die stark am englischen Scoutismus orientierte bisherige Gliederung der Pfadfindergruppen mit ihren militärischen Einheitsbezeichnungen und das damit einhergehende Erziehungsmodell ab. An die Stelle der Fähnlein traten die Sippen, aus den Korps wurden Stämme. Wesentlicher aber war die Betonung der gegenseitigen Erziehung von Jugendlichen in ihren Gruppen, auf die Erwachsene nur noch geringen Einfluss hatten. Mit der Stammeserziehung wurde auch das Lager als Ort der Erziehung in der Pfadfinderbewegung verankert. 
Auch die starke Gestaltung des „Pfadfinderalltags“ mit Ritualen kann teilweise auf Kibbo Kift zurückgeführt werden.

### Primärliteratur
- John Hargrave: Kibbo Kift: die Waldverwandtschaft. Deutscher Spurbuchverlag, Baunach 1993. ISBN 3-88778-185-6. [Reprint]
- John Hargrave: Das Wigwambuch. Deutscher Spurbuchverlag, Baunach 1993. ISBN 3-88778-186-4. [Reprint]

### Sekundärliteratur
- Cathy Ross und Oliver Bennett: Designing Utopia: John Hargrave and the Kibbo Kift, Philip Wilson Publishers, London 2015, ISBN 978-1-781-30-040-4.
- Annebella Pollen: The Kindred of the Kibbo Kift: Intellectual Barbarians, Donlon Books, 2015, ISBN 978-0-9576095-1-8.